# Andrzej Kruszewski
Andrzej Kruszewski (ur. 11 lutego 1934 w Warszawie) – polski astronom, profesor doktor habilitowany. Główne obszar jego zainteresowań naukowych to astrofizyka i astronomia statystyczna. Emerytowany profesor zwyczajny w Obserwatorium Astronomicznym Uniwersytetu Warszawskiego.

## Życiorys
Urodził się w Warszawie. Maturę zdał w Państwowym Gimnazjum i Liceum im. Stefana Batorego w Warszawie w 1951 i w tym samym roku w czasopiśmie Urania zamieszczono jego obserwacje wizualne gwiazd zmiennych. Jako student astronomii UW brał udział w ekspedycji lotniczej na obserwacje całkowitego zaćmienia Słońca 30 czerwca 1954. Rok później uzyskał tytuł magistra. W 1959 został zaproszony przez statystyka Jerzego Spława-Neymana na staż na Uniwersytecie Kalifornijskim w Berkeley, skąd udał się na staż w Obserwatorium Licka. Jego praca została bardzo dobrze oceniona przez dyrektora obserwatorium Alberta Whitforda oraz Nicholasa Mayalla, co ułatwiło kolejnym warszawskim astronomom wyjazdy naukowe do tego obserwatorium. W 1962 obronił pracę doktorską „Statystyczna metoda analizy zmian okresów gwiazd zmiennych” na UW. W kolejnych latach opublikował serię publikacji w serii o wspólnym tytule „Exchange of Matter in Close Binary Systems” cytowanych łącznie ponad 100 razy. Wywarł duży wpływ na młodszego kolegę: Bohdana Paczyńskiego. W drugiej połowie lat sześćdziesiątych Kruszewski był redaktorem czasopisma naukowego Acta Astronomica. Brał udział w planowaniu budowy teleskopu o średnicy 2 m, który Polska Akademia Nauk miała postawić w Belsku (powiat grójecki). Wspólnie z Krzysztofem Serkowskim pracował nad zagadnieniem polaryzacji światła gwiazd. Przebywał na stażach naukowych w Europejskim Obserwatorium Południowym i na Uniwersytecie Arizony. Był promotorem doktoratów Józefa Juchniewicza (1976), Andrzeja Sołtana (1977) i Jacka Chołoniewskiego (1986). W drugiej połowie lat osiemdziesiątych był wicedyrektorem Obserwatorium Astronomicznego UW. Wkrótce po tym, gdy Andrzej Udalski zainstalował w Obserwatorium UW w Ostrowiku pierwszą w Polsce kamerę CCD, Andrzej Kruszewski wspólnie z Ireną Semeniuk przeprowadzili tą kamerą obserwacje polara pośredniego FO Aqr i opublikowali wyniki analizy tych danych.

## Wybrane publikacje naukowe
- A. Kruszewski, Exchange of Matter and Period Changes in Close Binary Systems, „Advances in Astronomy and Astrophysics”, 4, 1966, s. 233–299.
- A. Kruszewski, T. Gehrels, K. Serkowski, Wavelength dependence of polarization. XII. Red variables., „The Astronomical Journal”, 73, 1968, s. 677–687.
- A. Kruszewski, I. Semeniuk, Nearby Hipparcos Eclipsing Binaries for Color-Surface Brightness Calibration, „Acta Astronomica”, 49, 1999, s. 561–575.
- A. Kruszewski, I. Semeniuk, A Simple Method of Correcting Magnitudes for the Errors Introduced by Atmospheric Refraction, „Acta Astronomica”, 53, 2003, s. 241–248.
- A. Kruszewski, How Li and Paczyński Model of Kilonova Fits GW170817 Optical Counterpart, „Acta Astronomica”, 68, 2018, s. 205–211.